# Free Soil (Michigan)
Free Soil est un village du comté de Mason, dans l'État du Michigan, aux États-Unis. En 2020, il comptait une population de 158 habitants.